# Maximilian Hennig
Maximilian Hennig, né le 12 octobre 2006 en Allemagne, est un footballeur allemand qui évolue au poste d'arrière gauche au SpVgg Unterhaching, en prêt du Bayern Munich.

## Biographie

### En club
Né en Allemagne, Maximilian Hennig est formé au Bayern Munich, qu'il rejoint en 2014.
Lors de l'été 2024, Maximilian Hennig rejoint le SpVgg Unterhaching sous la forme d'un prêt d'une saison. Le transfert est annoncé le 20 juin 2024.

### En sélection
Maximilian Hennig commence sa carrière internationale avec l'équipe d'Allemagne des moins de 16 ans. Il joue en tout cinq matchs avec cette sélection entre 2021 et 2022.
En mai 2023, il est retenu avec les moins de 17 ans par le sélectionneur Christian Wück (en) afin de participer au Championnat d'Europe.
L'Allemagne atteint la finale de la compétition après sa victoire face à la Pologne le 30 mai 2023 (3-5 score final). Son équipe s'impose en finale face à la France après une séance de tirs au but, le 2 juin 2023.
Avec cette même sélection il est convoqué pour participer à la Coupe du monde des moins de 17 ans en 2023. L'Allemagne atteint la finale de la compétition après sa victoire aux tirs au but face à l'Argentine, à l'issue d'un match qui se solde par un nul (3-3).

## Palmarès
Allemagne -17 ans
- Championnat d'Europe -17 ans
  - Vainqueur : 2023
- Coupe du monde des moins de 17 ans
  - Vainqueur en 2023.